# 民族团结社会党
民族团结社会党（西班牙語：Partido Social de Unidad Nacional），又称U党（西班牙語：Partido de la U），是哥伦比亚一个中间偏右的政党。该党由前总统胡安·曼努埃尔·桑托斯领导。它曾是哥伦比亚最大的政党，与自由党和激进变革党结盟，直到在2018年议会选举中失去7个席位。

## 意识形态
纲领宣言（Declaración Programática）是党的官方思想平台。
- 党支持福利国家的发展，承认家庭是社会的基础。
- 党支持实行市场经济。
- 党促进全球化，强调教育、科学和技术是帮助哥伦比亚在全球市场取得成功的关键支柱。
- 党支持地方分权和加强地方自治。目前，加勒比地区（英语：Caribbean region of Colombia）是第一个开始的获得更多自治权的进程。
- 桑托斯总统还声称他支持托尼·布莱尔的第三条道路。[6]

自2012年以来，该党一直是自由党国际的观察员。